# 阿爾弗雷德·夸德勒
阿爾弗雷德·夸德勒（德語：Alfred Quaderer，1920年4月20日—1944年6月7日），列支敦士登公民，因替納粹德國從事間諜活動，於1944年在瑞士被處決。

## 生平
夸德勒於1920年出生於列支敦士登沙恩，在當地接受教育。他在1939年於奧地利費爾德基希從事建築工作，期間與黨衛隊國外德意志民族事務部建立了聯繫。自1941年起，他以畫家的身分潛伏於瑞士埃斯特費爾德，實際任務是收集軍事情報。其間他賄賂三名瑞士士兵，其中包括一名下士，以獲取軍事情報。
1943年1月2日，他在與列支敦士登接壤的瑞士布克斯被捕，先後由蘇黎世州警察及聖加侖州警察審訊，其間他承認了自己的罪行。他被單獨囚禁於聖加侖，直至1944年3月因叛國罪被判處死刑。
夸德勒的母親和姐姐曾多番努力為他求情，甚至希望能獲列支敦士登親王法蘭茲·約瑟夫二世接見以求特赦，但遭到拒絕。死刑最終維持執行。1944年6月7日，夸德勒被行刑隊槍決，終年24歲。

## 注腳
1. ↑  Geiger 1999，第115頁.
2. ↑  Geiger 1999，第116頁.
3. ↑  Geiger 1999，第118–120頁.
4. ↑  Geiger 1999，第120頁.
5. ↑  Geiger 1999，第122頁.
6. ↑  Geiger 1999，第123–127頁.
7. ↑  Geiger 1999，第129頁.
8. ↑  Geiger, Peter; Quaderer, Rupert. . Historisches Lexikon des Fürstentums Liechtenstein. 31 December 2011 （德语）.